# Лучкевич, Валерий Игоревич
Вале́рий И́горевич Лучке́вич (укр. Валерій Ігорович Лучкевич; род. 11 января 1996, Запорожье) — украинский футболист, полузащитник киевского «Динамо».

## Биография

### Клубная карьера
Воспитанник запорожского «Металлурга». С 2012 года начал выступать за юношескую и молодёжную команды клуба. В 2013 году молодой игрок отказался от подписания нового контракта с запорожским клубом.
С начала 2014 года стал выступать за днепропетровский «Днепр». В днепропетровском клубе получил место в команде дублёров. Его дебют в Премьер-лиге Украины состоялся 10 августа 2014 года в матче против львовских «Карпат», Валерий провёл на поле 82 минуты. «Днепр» в итоге одержал победу со счётом 4:0.
30 января 2017-го Лучкевич поставил подпись под соглашением с бельгийским клубом «Стандард». В сезоне 2018/2019 потерял место в составе клуба.
4 января 2019 года Лучкевич на правах полугодичной аренды без права выкупа вернулся в украинский чемпионат и присоединился к клубу «Александрия».

### Карьера в сборной
В составе юношеской сборной Украины до 17 лет дебютировал 25 сентября 2012 года в спарринге против бельгийских сверстников. В составе этой возрастной категории провёл 14 матчей, в которых дважды отметился забитыми голами.
С августа 2013 года привлекается в состав юношеской сборной до 19 лет.

## Семья
Отец Валерия, Игорь Лучкевич, также был футболистом. В 2013—2018 годах был помощником главного тренера в клубе «Полтава».

## Достижения

### Командные
«Днепр»
- Финалист Лиги Европы: 2014/15

«Стандард» Льеж
- Обладатель Кубка Бельгии: 2017/18

«Днепр-1»
- Серебряный призёр чемпионата Украины: 2022/23

«Динамо» (Киев)
- Чемпион Украины: 2024/25

### Личные
- Обладатель премии «Золотой талант Украины»: 2014 (U19)

## Статистика
По состоянию на 5 января 2019 года.
| Клуб              | Сезон             | Лига | Лига | Кубок | Кубок | Суперкубок | Суперкубок | Еврокубки | Еврокубки | Вместе | Вместе |
| Клуб              | Сезон             | Игры | Голы | Игры  | Голы  | Игры       | Голы       | Игры      | Голы      | Игры   | Голы   |
| ----------------- | ----------------- | ---- | ---- | ----- | ----- | ---------- | ---------- | --------- | --------- | ------ | ------ |
| Днепр             | 2014/15           | 13   | 2    | 6     | 0     | —          | —          | 8         | 0         | 27     | 2      |
| Днепр             | 2015/16           | 20   | 1    | 7     | 1     | —          | —          | 3         | 0         | 30     | 2      |
| Днепр             | 2016/17           | 10   | 2    | 1     | 0     | —          | —          | —         | —         | 11     | 2      |
| Всего за Днепр    | Всего за Днепр    | 43   | 5    | 14    | 1     | —          | —          | 11        | 0         | 68     | 6      |
| Стандард (Льеж)   | 2016/17           | 10   | 1    | —     | —     | —          | —          | —         | —         | 10     | 1      |
| Стандард (Льеж)   | 2017/18           | 11   | 0    | 4     | 0     | —          | —          | —         | —         | 15     | 0      |
| Стандард (Льеж)   | 2018/19           | —    | —    | —     | —     | —          | —          | —         | —         | —      | —      |
| Всего за Стандард | Всего за Стандард | 21   | 1    | 4     | 0     | —          | —          | —         | —         | 25     | 1      |
| Александрия       | 2018/19           | —    | —    | —     | —     | —          | —          | —         | —         | —      | —      |
| Всего за карьеру  | Всего за карьеру  | 64   | 6    | 18    | 1     | —          | —          | 11        | 0         | 93     | 7      |